# Echeveria laui

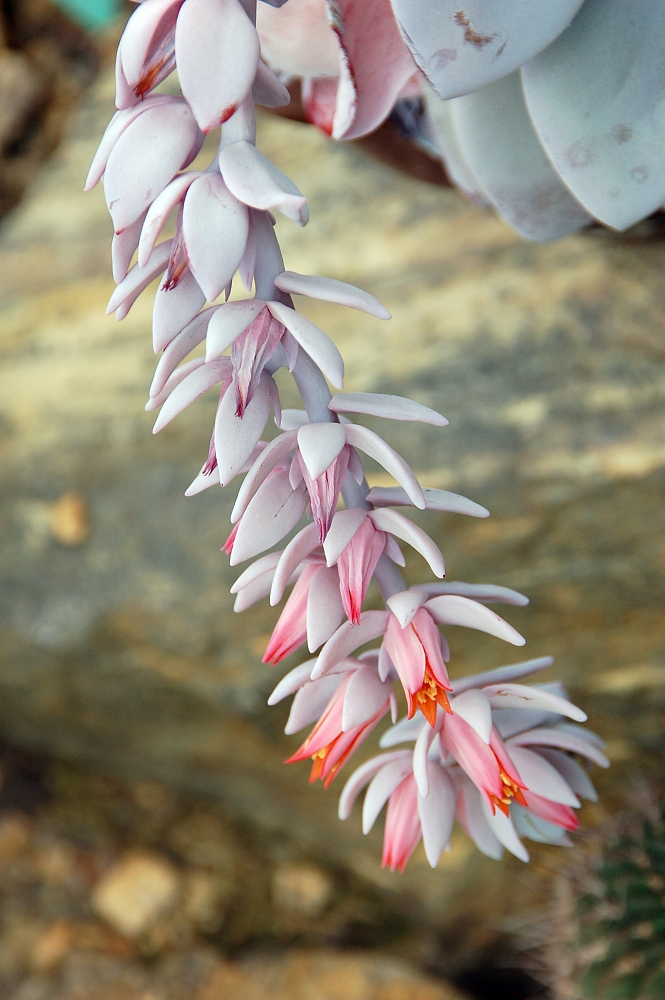
Blütenstand

Echeveria laui ist eine Pflanzenart aus der Gattung der Echeverien (Echeveria) in der Familie der Dickblattgewächse (Crassulaceae). Das Artepitheton laui ehrt den deutschen Missionar und Pflanzensammler Alfred Bernhard Lau.

## Beschreibung
Echeveria laui wächst für gewöhnlich unverzweigt. Die unten mit ausdauernden, trocknen Laubblättern besetzen Triebe sind 5 bis 10 Zentimeter lang und erreichen Durchmesser von etwa 1,5 Zentimeter. Die Blattrosette weist Durchmesser von 10 bis 12 Zentimeter auf. An der Spitze der verkehrt eiförmigen und breit stumpfen Laubblätter befindet sich ein winziges, aufgesetztes Spitzchen. Die Blattspreite ist 5 bis 8,5 Zentimeter lang, 3 bis 4,5 Zentimeter breit und 6 bis 8 Millimeter dick. Ihre fast flache bis leicht konkave Oberfläche ist kräftig weiß-glauk oder gelegentlich rosarötlich-glauk gefärbt.
Der 6 bis 10 Zentimeter lange Blütenstand trägt fünf bis sieben stark glauke Hochblätter und ist als Wickel mit neun bis 17 Blüten ausgebildet. Der Blütenstiel ist 2 bis 4 Millimeter lang. Die aufsteigenden, sehr ungleichen Kelchblätter der Blüten sind 3 bis 18 Millimeter lang. Die rot bereifte Blütenkrone ist fünfkantig-pyramidal geformt und 13 bis 16 Millimeter lang.
Die Blütezeit ist Oktober bis März.
Die Chromosomenzahl beträgt 2n = 30.

## Verbreitung und Systematik
Echeveria laui ist im mexikanischen Bundesstaat Oaxaca in einem der Seitentäler des Río Salado-Quiotepec in Höhenlagen von etwa 500 Metern verbreitet.
Die Erstbeschreibung erfolgte 1976 durch Reid Venable Moran und Jorge Meyrán.

## Nutzung
Diese Art ist wegen ihrer späten Entdeckung noch nicht lange in Kultur. Aufgrund ihrer auffällig bereiften graublauen Blattrosetten erfreut sie sich aber steigender Beliebtheit als Zierpflanze.

## Nachweise